# せんとぽーりあ
せんとぽーりあは、日本カーフェリーが運航していたフェリー。

## 概要
日本カーフェリーの京浜航路開設にあたって日本鋼管清水造船所で建造され、僚船のふぇにっくすとともに1971年3月に就航した。
1972年5月、日本カーフェリー子会社の宮崎カーフェリーの大阪航路開設にあたって転配され、宮崎カーフェリーの神戸航路に就航していたはいびすかすとともに就航した。1973年4月12日から4月13日には、天皇・皇后の宮崎県で開催された全国植樹祭に際しての行幸啓において東京への復路にて日向港から川崎港までの臨時便を運航し宿泊施設として用いるとともに、御料車の航送も行った。
その後は、1990年のシーコムによる日本カーフェリー買収でシーコムフェリーへ継承され、1992年のマリンエキスプレスへの社名変更を経て、一貫して大阪航路で運航され、ふぇにっくす型4隻および準同型船2隻の中では、最後まで現役に残った。
1993年12月、高千穂丸の大阪航路転配により引退した。
その後、海外売船され、フィリピンのネグロス・ナビゲーションに移籍、SAN PAOLOとして就航していたが、2011年に解体された。

## 設計
4隻が建造されたふぇにっくす型の2番船である。三菱重工業神戸造船所と日本鋼管清水造船所で2隻ずつ建造されたが、本船は日本鋼管の1番船として建造された。

## 事故・インシデント

### 車両甲板火災
1985年10月15日、17時30分頃大阪南港フェリーターミナルに接岸していた際日向細島港への出港直前にDデッキに積載していた車両から出火し消防車14台・消防艇1隻が出動し大型保冷車2台とトラック1台が焼損、乗員乗客は避難し無事。

### 機関損傷
1991年3月3日、17時56分ごろ、宮崎港へ向かって大阪南港を出港した本船は、大阪南港外港南防波堤灯台の西方約2.5海里の地点で、左舷主機2番シリンダのライナ焼き付きにより左舷機が運転不能となったため、大阪南港へ引き返した。事故原因は、当日に整備のため左舷主機2番シリンダのピストン抜き出しを実施した際、工事業者が作業に不慣れであったため、作業中に異物がかみ込んだ結果、シリンダライナ下部にスカッフィングを生じ、ピストンがライナに焼き付いたためであった。九州側の発着地が細島港から宮崎港へ変更された影響で、整備実施場所が大阪南港へ変更となり、今回が初めての施工であった。

### 貨物船との衝突
1992年5月27日、3時52分ごろ、大阪南港から宮崎港へ向かっていた本船は、足摺岬沖合を航行中、足摺岬灯台の南南西約2.6海里の地点で、大阪港から那覇港へ向かっていた貨物船しゅりと衝突した。本船の右舷後部が、しゅりの左舷後部に前方から約10度の角度で衝突、衝突により本船は右舷船尾部のC甲板に曲傷、付近の外板・カーテンプレートおよびブルワークに凹傷を生じ、しゅりは左舷船尾外板に凹傷を生じた。事故原因は、夜間に両船が、互いに進路を横切り衝突のおそれがある態勢で接近した際に、本船が見張り不十分で、前路を左方に横切るしゅりの進路を避けなかったことで発生したが、しゅりが警告信号を行わず、衝突回避の協力動作をとらなかったことも一因とされた。